# Astragalus melanocephalus
Astragalus melanocephalus är en ärtväxtart som beskrevs av Pierre Edmond Boissier. Astragalus melanocephalus ingår i släktet vedlar, och familjen ärtväxter. Inga underarter finns listade i Catalogue of Life.